# Khan Shatyr

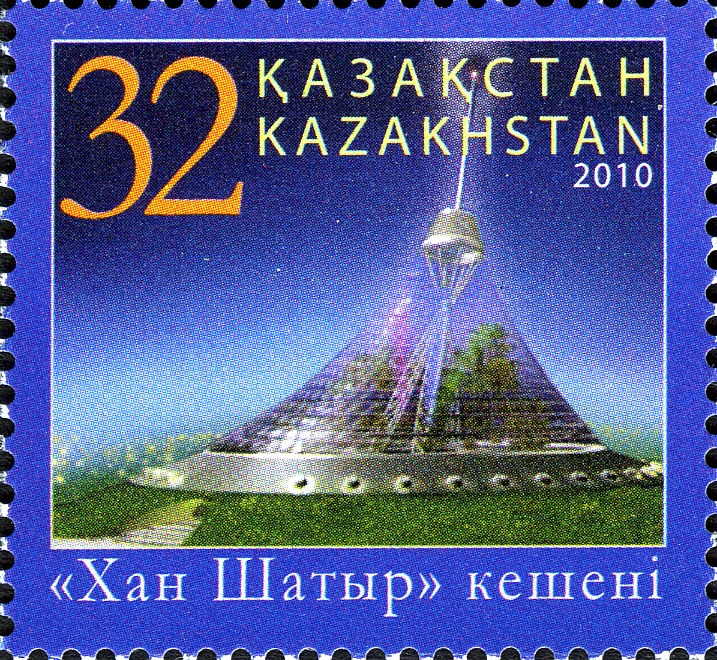
Timbre édité en 2010.

Le Khan Shatyr est une immense tente transparente, dressée à Astana, capitale du Kazakhstan.
D'une hauteur de 150 m sur une base elliptique de 140 000 mètres carrés, le Khan Shatyr abrite un gigantesque complexe de loisirs.
Sa construction a été lancée sur une décision du président du Kazakhstan, Nursultan Nazarbayev, le 9 décembre 2006. Elle s'est achevée en juillet 2010.
Le toit du Khan Shatyr a été conçu en éthylène tétrafluoroéthylène (ETFE), un matériau souple qui résiste aux plus grands écarts de température. Malgré des hivers rigoureux, le Khan Shatyr bénéficie toute l'année d'une température ambiante de 15 à 20 degrés Celsius.
Le Khan Shatyr a été conçu par l'architecte Norman Foster.